# 하빈면
하빈면(河濱面)은 대한민국 대구광역시 달성군의 면이다. 달성군 다사읍, 경상북도 칠곡군 지천면, 성주군 선남면과 접한다. 화원읍에 있는 대구교도소가 이전할 감문리가 속하는 곳이며, 월경지인데다가 면 전체가 개발제한구역으로 지정되어 있어서 달성군의 다른 지역들에 비해 발전이 늦은 편이다. 면사무소는 현내리에 있다.

## 역사
신라 초기에는 다사지현이었는데 신라 말기에 하빈현으로 개칭되었다.
- 1895년 6월 23일(음력 윤5월 1일) 대구부 대구군 하서면, 하북면[1]
- 1896년 8월 4일 경상북도 대구군 하서면, 하북면[2]
- 1910년 10월 1일 경상북도 대구부 하서면, 하북면[3]
- 1914년 4월 1일 경상북도 달성군 하빈면[4]
- 1995년 3월 1일 대구광역시 달성군 하빈면[5]

## 행정 구역
- 하산리(霞山)(1∼2)
- 묘리(竗)(1∼2)
- 기곡리(基谷)(1∼2)
- 대평리(大坪)(1∼2)
- 무등리(武等)(1∼2)
- 현내리(縣內)(1∼3)
- 감문리(甘文)(1∼2)
- 동곡리(桐谷)(1∼2)
- 봉촌리(鳳村)(1∼2)

## 교통
- 국도 제30호선 : 변산∼대구간의 국도
- 국가지원지방도 제67호선 : 적중∼해평간의 지방도
- 하빈로: 하빈∼신리간의 군도
- 경부고속도로 - 도로만 있음[6]

## 관광
- 낙동강
- 하목정
- 태고정
- 낙빈서원
- 육신사

## 교육
- 하빈초등학교 (현내리)
- 동곡초등학교 (동곡리)
- 대평초등학교 (폐교) : 하빈면 하빈로172길 1 (대평리)
- 달서중학교 (감문리)
- 달서고등학교 (감문리)

## 주요시설
- 대구교도소